# Conseil central de l'économie
Le Conseil central de l'économie (CCE) est un établissement belge public, institué par la Loi du 20 septembre 1948 portant sur l'organisation de l'économie
Sa mission consiste à adresser, à un ministre ou aux Chambres législatives, soit d'initiative, soit à la demande de ces autorités et sous forme de rapports exprimant les différents points de vue exposés en son sein, tout avis ou proposition concernant les problèmes relatifs à l'économie nationale.
Le Conseil central de l'économie est composé d'un président et de membres effectifs dont le nombre ne peut excéder 56. Les membres sont nommés en nombre égal parmi les candidats présentés par:
- Les organisations représentatives de l'industrie, l'agriculture, le commerce et l'artisanat et le secteur non marchand, dont un certain nombre représentent les petites entreprises ainsi que les entreprises familiales;
- Les organisations représentatives des travailleurs, dont un certain nombre représentant les coopératives de consommation.